# Gunnar Axén
Hans Gunnar Axén, född 9 juli 1967 i Norrköping, är en svensk styrelseledamot och tidigare politiker (moderat). Han var ordinarie riksdagsledamot 1998–2014, invald för Östergötlands läns valkrets. Mellan oktober 2010 och februari 2015 var han ordförande i Parlamentariska Socialförsäkringsutredningen. Mellan den 22 februari 2017 och 22 januari 2022 var Axén styrelseordförande för Allra Sverige AB.

## Biografi

### Utbildning, arbeten och fritidspolitiska uppdrag
Gunnar Axén är född och uppvuxen i förorten Hageby i Norrköping. Han gick 9 år i grundskolan Hagebyskolan. Sedan utbildade Axén sig till teleingenjör vid Ebersteinska gymnasiet i Norrköping 1983–1987. Efter utbildningen arbetade han med teknisk utveckling på Philips i Norrköping, som ombudsman för Moderata Ungdomsförbundet i Norrköping, distriktsombudsman för Moderata Ungdomsförbundet i Östergötland och biträdande partiombudsman för Moderaterna i Östergötland. Han valdes in i Norrköpings kommunfullmäktige 1988 och var ledamot av kommunfullmäktige till 2008, då han avgick från sina lokala politiska uppdrag efter motsättningar i norrköpingsmoderaternas kommunfullmäktigegrupp. 
1990–1991 arbetade han som politisk rådgivare åt kommunstyrelsens ordförande i Södertälje kommun och under mandatperioden 1991–1994 innehade han samma funktion åt kommunstyrelsens ordförande i Norrköpings kommun. Därefter arbetade han under 1994–1996 som rådgivare åt den moderata partiledningen på partiets riksdagskansli med budgetpolitik, trafikpolitik, infrastruktur och bostadspolitik. 1996–1998 var han anställd på JKL som seniorkonsult med inriktning på strategisk kommunikation, Public Relations, Public Affairs och kriskommunikation.

### Politiska heltidsuppdrag
Axén valdes in i riksdagen 1998 och var under de första två mandatperioderna ledamot av finansutskottet och suppleant i bostadsutskottet. Mellan 2003 och 2006 var han även utsedd av riksdagen till ledamot av Riksrevisionens styrelse och utsedd av regeringen till ledamot av Finansinspektionens styrelse. Från valet 2006 var han ordförande i socialförsäkringsutskottet och sedan valet 2010 även ledamot av krigsdelegationen, fram till 2014. Åren 2010–2015 var han utsedd av regeringen till ordförande för den parlamentariska socialförsäkringsutredningen.
Under hans år som ordförande i socialförsäkringsutskottet i Sveriges riksdag genomfördes stora förändringar av socialförsäkringarna och i synnerhet sjukförsäkringen.
Han motionerade under motionsperioden 2008–2009 om att undersöka "möjligheterna av att förtydliga att det negativa innehållet i jantelagen med stöd i diskrimineringslagen uttryckligen ska kunna motverkas så att människor inte i ord eller handling av en annan människa styrs bort från att förverkliga sina önskemål och drömmar", tillsammans med Finn Bengtsson och Marie Weibull Kornias. Axén har även varit engagerad i och ordförande för Svensk-taiwanesiska parlamentarikerförbundet och motionerade i riksdagen i oktober 2013 tillsammans med Finn Bengtsson om att Taiwan på ett meningsfullt sätt ska kunna delta i arbetet i FN:s underorganisationer.

### Tiden efter politiken
Axén ställde inte upp i riksdagsvalet 2014. Han är idag ledamot och ordförande i flera bolagsstyrelser och var senior kommunikationsrådgivare på Ullman PR fram till juli 2020. 
Axén tillträdde som styrelseordförande i Allra Sverige AB våren 2017, efter det att Ebba Lindsö lämnat uppdraget och efter det att företagets verksamhet kritiserats i Svenska Dagbladet och att Pensionsmyndigheten uteslutit företaget från premiepensionssystemet.  Uppdragen för Allra-koncernen upphörde i januari 2022 då han lämnade in konkursansökan för Allra Sverige AB.
Gunnar Axén äger och driver redovisningsbyrån RLS Ekonomi AB i Norrköping.
Sedan 2020 är Axén styrelseordförande för Vertuo Holding AB och Verifiera AB, ett företag som tillhandahåller rättsdatabaser för onlinebaserade bakgrundskontroller.